# 닐로폴리스

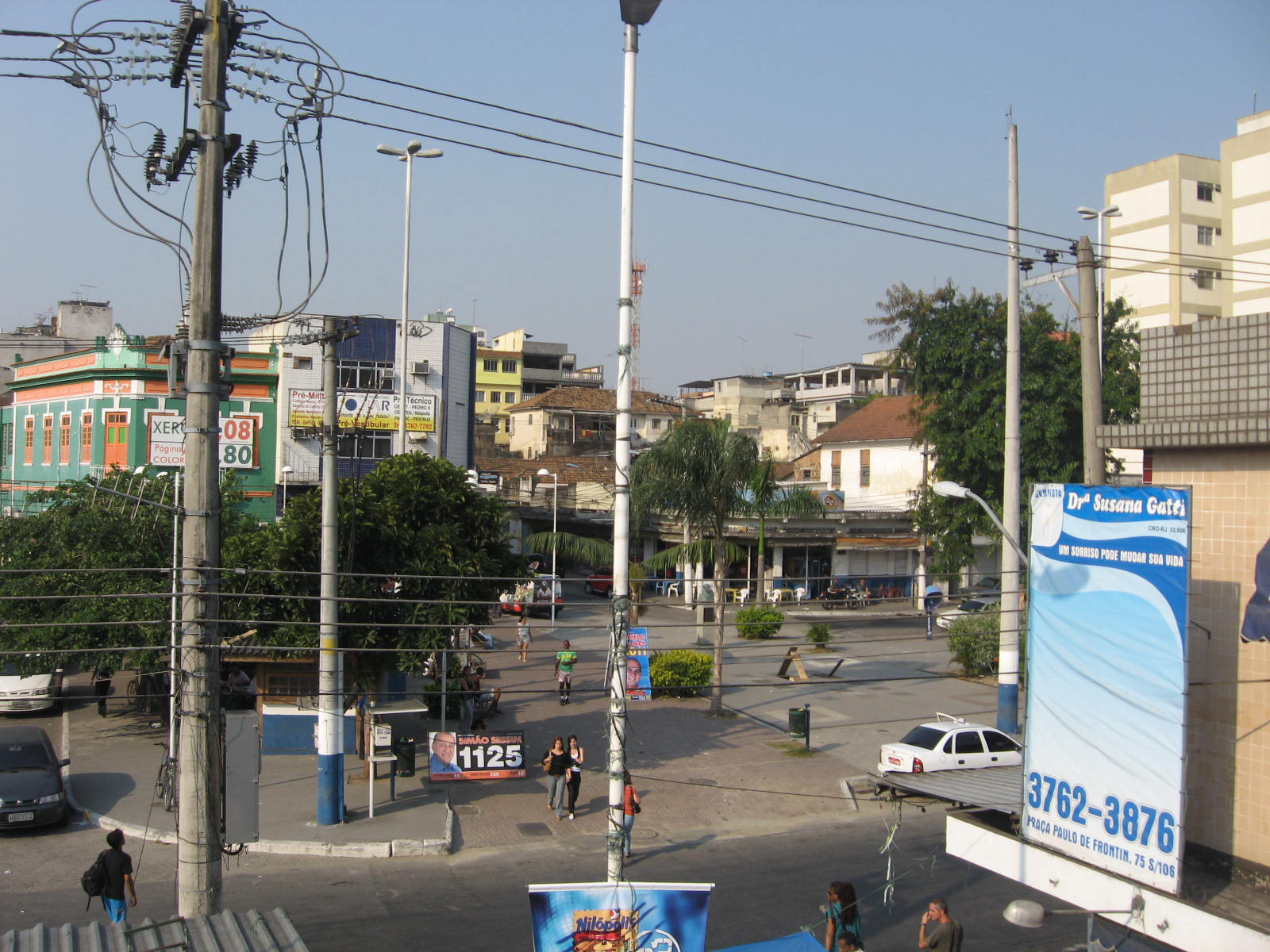
닐로폴리스

닐로폴리스의 위치

닐로폴리스(포르투갈어: Nilópolis)는 브라질 리우데자네이루주의 도시로 면적은 19.157km2, 높이는 14m, 인구는 157,986명(2012년 기준), 인구 밀도는 8,200명/km2이다. 제리시노 산(Gericinó) 국립공원과 접한다.

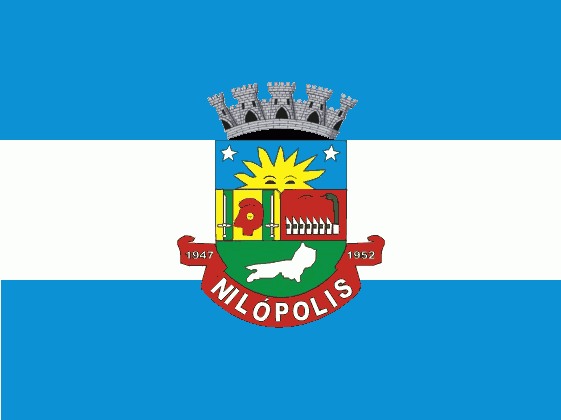
시기
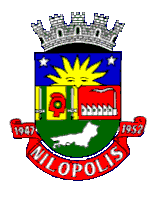
시 문장